# Grammia shastaensis
Grammia shastaensis là một loài bướm đêm thuộc phân họ Arctiinae, họ Erebidae.